# Skill tree

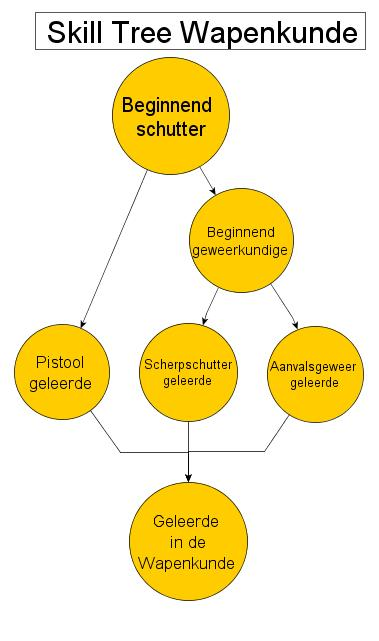
Een voorbeeld van een skill tree met betrekking tot wapenkunde.
Om "Geleerde in de Wapenkunde" te worden zal de speler eerst geleerde moeten zijn in de categorieën "pistool", "scherpschutter" en "aanvalsgeweer" voorheen hij die kan vrijspelen.

Een skill tree (vrij vertaald: vaardighedenboom) is een visualisatieconcept in computerspellen. Het maakt een eenvoudige grafische weergave van een hiërarchisch voortgangssysteem (ontwikkelingssysteem) mogelijk. Een vaardigheidsboom bestaat uit verschillende knooppunten die verschillende vaardigheden of ontwikkelingen representeren. Deze knooppunten zijn met elkaar verbonden, en kunnen geleidelijk worden ontgrendeld voor een persoon of object.

## Opbouw
Een vaardigheidsboom bestaat uit een boomdiagram met elementen die onderling zijn verbonden. De focus ligt op het spelpersonage of object waarvoor de vaardigheidsboom is gebouwd. Vanaf dit centrale object, vertakken zich verschillende categorieën, die vaardigheden of eigenschappen vertegenwoordigen.
Om een element te activeren/ontgrendelen moet(en) de voorgaande element(en) zijn geactiveerd. Een vaardigheidsboom kan daarom dus worden omschreven als een gerichte graaf (zie grafentheorie). Takken kunnen niet alleen divergeren, maar uiteindelijk ook weer bij elkaar komen. Hierdoor kan het zijn dat een vaardigheidsboom een cirkelvormige structuur kan hebben. Aan het activeren van elementen zijn kosten verbonden. Dit kan speelgeld, ervaringspunten of een andere eenheid zijn. Het activeren ontgrendelt bepaalde voordelen, zoals vaardigheden, upgrades of bonussen voor het personage of object dat centraal staat. Hierdoor kunnen vaardigheden en spelinhoud slechts geleidelijk toegankelijk worden gemaakt voor de speler. Ook neemt de complexiteit van het spel geleidelijk toe.
In sommige spellen, kunnen elementen weer worden gedeactiveerd, en kunnen de gebruikte punten worden teruggevorderd om de vaardigheidsboom weer opnieuw te ontwikkelen (Bijv. Skyrim).

## Verloop
De ontwikkeling van vaardigheden draagt vaak aanzienlijk bij aan de ontwikkeling van een personage. De speler is daarom instaat om zelf specialisaties te kiezen. Vooral bij rol-playing games, is de speler daardoor genoodzaakt om branches te kiezen die de verdere verloop van het spel beïnvloedt. De speler moet vaak compromissen sluiten en bijvoorbeeld afzien van andere vaardigheden. De vaardigheidsboom maakt het daarom ook mogelijk om verschillende type spelers op verschillende manier te promoten. De speler kan zich ook slecht bekwaam, of slecht competent voelen als de verworven vaardigheden het spel te makkelijk maken, of juist te moeilijk. Het kan namelijk zo zijn dat de speler vast komt te zitten, omdat het activeren van een nieuwe vaardigheid moeilijk is. Als een speler zich diepgaand bezighoudt met de planning en het optimaliseren van de vaardigheidsstress of karakterpatronen, wordt het ook theorie-crafting genoemd.

## Gebruik
De hieronder genoemde populaire computerspellen staan bekend om de vaardigheidsboom die wordt gebruikt om karakters te ontwikkelen.
- Ancestors: The Humankind Odyssey
- Borderlands 3
- Company of Heroes
- Het Oog des Meesters
- Fortnite
- Path of Exile
- Skyrim
- Watch Dogs
- World of Warcraft

Het spel Diablo II uit 2000, wordt beschreven als het eerste spel met een uitgebreide diepgang in de vaardigheidsboom.